# مونته‌فیورینو
مونته‌فیورینو (به ایتالیایی: Montefiorino) یک کومونه در ایتالیا است که در استان مودنا واقع شده‌است.

## خصوصیات
مونته‌فیورینو ۴۵٫۳ کیلومترمربع مساحت و ۲٬۳۰۰ نفر جمعیت دارد و ۸۰۰ متر بالاتر از سطح دریا واقع شده‌است.